# Macaca nemestrina
El macaco cola de cerdo sureño (Macaca nemestrina) es una especie de primate catarrino de la familia Cercopithecidae. Habita en la península Malaya, Borneo, Sumatra e isla Bangka. Es un macaco de mediano tamaño omnívoro que habita principalmente en los bosques, pero que con el avance de los humanos también se le encuentra en plantaciones y jardines. Anteriormente se consideran subespecies de este taxón a las ahora especies macaco cola de cerdo norteño (Macaca leonina), el macaco de Pagai (Macaca pagensis) y el macaco de Siberut (Macaca siberu).